# Élisabeth de Saxe (1830-1912)
La princesse Élisabeth de Saxe (en allemand, Maria Elisabeth Maximiliana Ludovika Amalie Franziska Sophia Leopoldine Anna Baptista Xaveria Nepomucena, Prinzessin von Sachsen), née le 4 février 1830 à Dresde, et morte le 14 août 1912 à Stresa, seconde fille et troisième des neuf enfants du roi Jean Ier de Saxe et d'Amélie de Bavière, est un membre de la Maison de Wettin, devenue par mariage princesse de Savoie et duchesse de Gênes.

## Biographie

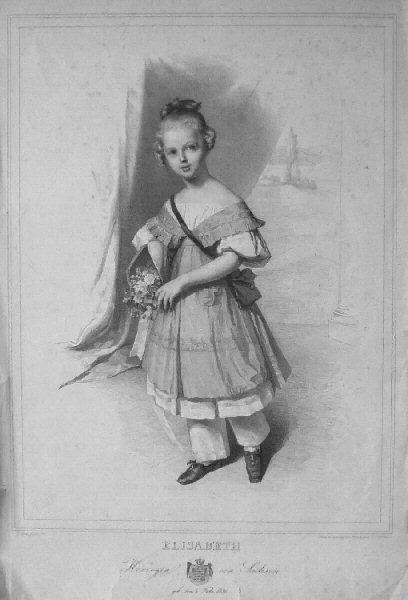
Élisabeth de Saxe enfant (lithographie de Sprinck, 1837)

Élisabeth de Saxe est la fille du roi Jean Ier de Saxe et de son épouse née Amélie de Bavière (13 novembre 1801-8 novembre 1877), fille du roi de Bavière Maximilien Ier et de sa seconde épouse Caroline de Bade.
Élisabeth se marie le 22 avril 1850, à Dresde, avec le prince Ferdinand de Savoie (1822-1855), duc de Gênes, frère du roi Victor-Emmanuel II.
De leur mariage sont nés deux enfants:
- Marguerite de Savoie (Turin 20 novembre 1851 - Bordighera 4 janvier 1926), laquelle épouse en 1868 son cousin Humbert Ier, roi d'Italie (1844 - mort dans un attentat en 1900);
- Thomas de Savoie-Gênes (Tommaso Alberto Vittorio) (Gênes 6 février 1854 - Turin 15 avril 1931), duc de Gênes (1855-1931), épouse en 1883 Élisabeth de Bavière (1863-1924) fille d'Adalbert de Bavière et d'Amélie d'Espagne, d'où postérité.

Veuve, Élisabeth se remarie secrètement le 4 octobre 1856 à Agliè, avec Niccolò, marquis Rapallo (Cagliari 6 juillet 1825 - Turin 11 novembre 1882), son chambellan. L'union est découverte, le scandale est retentissant. La princesse est chassée de la cour de Turin, mais sur les conseils de Cavour, le Roi accepte de titrer Niccolò comme marquis, à condition que les époux fassent chambre séparée, qu'Élisabeth soit considérée comme subordonnée à son mari et que ce dernier accède au palais royal uniquement par les entrées de service. Cette seconde union - laquelle se termine par le suicide de Niccolò - est demeurée sans postérité.
Seule fille du couple royal de Saxe à mourir à un âge avancé, elle meurt à 82 ans en 1912 à Stresa, sur les bords du lac Majeur, sous le règne de son petit-fils, le roi Victor-Emmanuel III d'Italie.